# Homunkulus

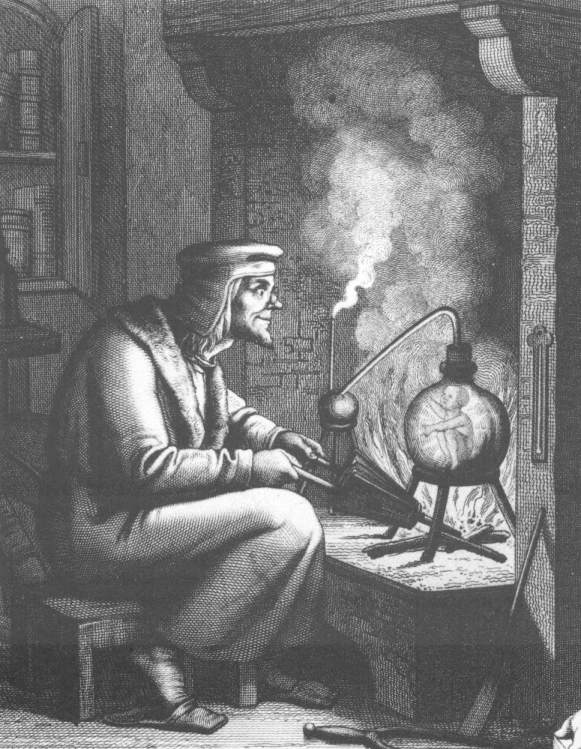
Faust i Homunkulus Goethego

Homunkulus (łac. homunculus – człowieczek) – karzełek, mały człowieczek, którego  w średniowieczu wielu alchemików próbowało stworzyć w sposób sztuczny (podobnie jak kamień filozoficzny). Homunkulus miał wyglądać jak małe, pomarszczone dziecko.

Istniało kilka poglądów na sposoby powołania do życia homunkulusa. Jedna z nich wykorzystywała korzeń mandragory, co wiąże się z wierzeniem, jakoby ta roślina miała wyrastać u stóp szubienicy w miejscu, gdzie spadała sperma wisielca, a następnie rozwijać się w człekokształtną istotę.

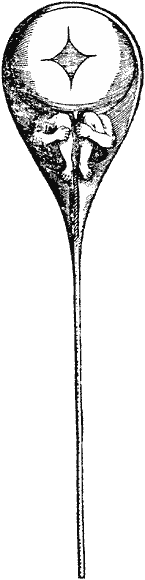
Homunculus w nasieniu na ilustracji z roku 1694

Nicolas Hartsoeker, na przełomie XVII i XVIII wieku, obserwując przez mikroskop plemniki w nasieniu, doszedł do wniosku, że dostrzega w nich małe postacie, które nazywał homunkulusami. Dało to początek teorii spermistów uważających, że sperma zawiera w sobie miniaturowego, gotowego człowieczka, jednocześnie uznając, że embrion nie ma cech matki. Istniał też przeciwny pogląd (owulizm), jakoby homunkulus zawarty był w jaju.

## Homunkulus w kulturze
Homunkulus występuje w Fauście Goethego. Zostaje on stworzony przez starego mędrca Wagnera, ucznia Fausta. Homunkulus odznacza się wyjątkową inteligencją i ogromnym pragnieniem przekształcenia się w istotę ludzką.
Homunkulusy są jednymi z centralnych motywów w anime i mandze Fullmetal Alchemist. Są sztucznymi ludźmi powołanymi do życia z siedmiu grzechów głównych; ich ciała nieustannie się odradzają i posiadają nadludzkie możliwości, dzięki zespoleniu z kamieniem filozoficznym. Pojawiają się także w innych mangach.
Homunkulus pojawia się również w powieści Cornelii Funke pt. „Smoczy jeździec”. Nazywa się on Muchonogi i jest on małym, lekkim człowieczkiem, którego forma została stworzona przez jego stwórcę z małego żyjątka, prawdopodobnie pająka lub muchy.
Homunkulus pojawia się też w powieściach Adama Przechrzty z serii "Materia Prima" o przygodach alchemika Olafa Rudnickiego.